# IC 1993
IC 1993 je spiralna galaktika u zviježđu Kemijske peći. Otkrio ju je Lewis A. Swift 19. studenog 1897. Na udaljenosti od oko 50 milijuna svjetlosnih godina i udaljavanja od oko 1057 km/s, jedna je od nama najbližih galaksija klastera Kemijske peći. Njegov je član, zajedno s ostalih 200 galaksija u klasteru.
IC 1993 je galaksija s nekoliko spiralnih krakova u svom disku, a ona ima Hubble klasifikaciju (R') SA (s) bc, što ukazuje da je to srednja spiralna galaksija s prstenom na vanjskim rubovima. To je udaljena galaksija, daleko od središta klastera Kemijske peći, a nalazi se na njegovom rubu. U blizini galaksije svijetla je prednja zvijezda koja otežava duboka promatranja, tako da je prividna veličina galaksije 12,6. Njegova veličina na noćnom nebu je 2,5 'x 2,2', što je zajedno s daljinom proporcionalno stvarnoj veličini od 45 000 svjetlosnih godina.
IC 1993 jedna je od 25 galaksija za koje se zna da imaju prstenove ili djelomične prstenove. U morfologiji, veličini i stvaranju nezgrapnih zvijezda najviše podsjećaju na lokalne kolizijske galaksije prstena. Stupnjevi dobi u rasponu od 108 do 109god. A skupljajuće se mase povećavaju do nekoliko ×108 solarnih masa, zasnovanih na modelima evolucije boja. Stupne dobi su u skladu s očekivanim životnim vijekom prstenastih struktura ako su nastale sudaranjem.
Postoji 15 drugih galaksija koje nalikuju lukovima u djelomičnim galaksijama prstena, ali nemaju evidentnu diskovnu emisiju. Njihove grudvice imaju plaviju boju kod svih crvenih pomaka u usporedbi s grudicama u uzorku prstena i djelomičnog prstena, a njihova dob je na grudama mlađa nego u prstenovima i djelomičnim prstenima za faktor ~ 10. U većini slučajeva podsjećaju na lančane galaksije osim zakrivljenosti.
Nekoliko je prstenova simetričnih sa središnjim jezgrama i nema očiglednih pratilaca. Mogli bi biti vanjski Lindblad-ovi rezonantni prstenovi, premda neki nemaju očigledne prečki ili spirale kojima bi ih pokrenuli. Ako su ovi simetrični slučajevi rezonantni prstenovi, tada bi mogli biti preteči modernih rezonantnih prstenova, koji su u prosjeku samo za 30% veći. Ova sličnost u radijusu sugerira da se brzina vožnje nije usporila za više od ~ 30% tijekom posljednjih ~ 7 Gyr. Oni bez rešetki mogli bi biti primjeri otopljenih prečki.